# STS Bodrum
Le Bodrum (ou STS Bodrum)  est une goélette à coque et pont en bois, battant pavillon turc. Son port d'attache actuel est Bodrum en Turquie.

## Histoire
Ce voilier école et de croisière a été construit en 2001 dans un chantier naval de Bodrum en Turquie. L'architecte naval est Yusel Kaoyagasioglu. C'est une goélette de type gulet, particulier de la mer Égée, seul navire-école privé turc.
Il a participé à Brest 2004 et à la Tall Ships' Races-Méditerranée  en 2013 (Lycamobile) et était présent à l'escale de Toulon Voiles de Légende 2013.